# Saint-Jean-de-Nay
Saint-Jean-de-Nay ist eine französische Gemeinde mit 338 Einwohnern (Stand: 1. Januar 2022) im Département Haute-Loire in der Region Auvergne-Rhône-Alpes (vor 2016 Auvergne); sie gehört zum Arrondissement Le Puy-en-Velay und zum Kanton Saint-Paulien. 

## Geografie
Saint-Jean-de-Nay liegt etwa 18 Kilometer westnordwestlich von Le Puy-en-Velay.

### Nachbargemeinden
Umgeben wird Saint-Jean-de-Nay von den Nachbargemeinden Vazeilles-Limandre im Norden, Loudes im Nordosten, Chaspuzac im Osten, Vergezac im Südosten, Saint-Privat-d’Allier und Le Vernet im Süden, Siaugues-Sainte-Marie im Westen und Nordwesten sowie Vissac-Auteyrac im Nordwesten.

## Bevölkerungsentwicklung
| Jahr                       | 1962 | 1968 | 1975 | 1982 | 1990 | 1999 | 2006 | 2011 | 2017 |
| Einwohner                  | 731  | 662  | 592  | 524  | 497  | 430  | 401  | 379  | 355  |
| Quellen: Cassini und INSEE |      |      |      |      |      |      |      |      |      |

## Sehenswürdigkeiten
- Kirche Saint-Jean-Baptiste aus dem 19. Jahrhundert

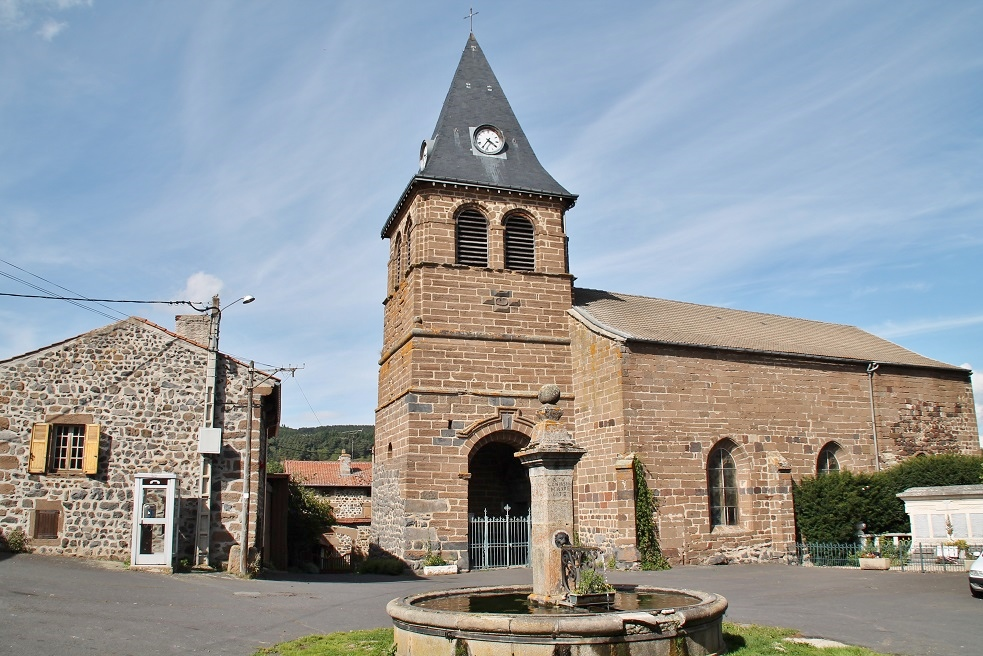
Kirche Saint-Jean-Baptiste

- Reste der Burg von Cereix